# Аврамишин Корній Семенович
Корній Семенович Аврамишин (16 вересня 1929, село Рудня Волинського воєводства Польщі, тепер село Підлісне Дубровицької міської громади Сарненського району Рівненської області — ?) — український радянський діяч, новатор сільськогосподарського виробництва, машиніст льонопереробного агрегату Дубровицької МТС Ровенської області. Герой Соціалістичної Праці (26.02.1958). Депутат Ровенської обласної ради 5-го скликання.

## Біографія
Народилася в селянській родині. З кінця 1940-х років працював у місцевому колгоспі.
З початку 1950-х років — машиніст льонопереробного агрегату ТЛ—40 Дубровицької машинно-тракторної станції (МТС) Дубровицького району Ровенської області. Прославився високою майстерністю праці, опанувавши передові методи переробки льону.
Член КПРС з 1957 року.
З 1967 року — голова Бережницької сільської ради депутатів трудящих Дубровицького району Ровенської області.
Потім — на пенсії в Дубровицькому районі Рівненської області.

## Нагороди
- Герой Соціалістичної Праці (26.02.1958)
- орден Леніна (26.02.1958)
- медаль «За трудову доблесть»
- медалі